# Chris Moore (giocatore di football americano)
Christopher Moore (Tampa, 16 giugno 1993) è un giocatore di football americano statunitense che milita nel ruolo di wide receiver per gli Arizona Cardinals della National Football League (NFL).

## Carriera universitaria
Comincia a praticare il football americano già negli anni scolastici trascorsi alla Thomas Jefferson High School di Tampa, Florida. A partire dal 2012 frequenta l'università di Cincinnati, dove ha modo di militare tra i ranghi dei Bearcats. Termina una carriera universitaria quadriennale con un bottino di 26 touchdown, 119 ricezioni e 19,3 yard medie a ricezione.

## Carriera professionistica
Nel corso del quarto giro del Draft NFL 2016 viene selezionato dai Baltimore Ravens come centosettesima scelta in assoluto. Debutta tra i professionisti l'11 settembre 2016, in occasione della gara di week 1 contro i Buffalo Bills. Riconfermato per le successive annate, il 22 ottobre 2017 realizza il suo primo touchdown su ricezione, ai danni dei Minnesota Vikings. Alla scadenza naturale del contratto al termine della stagione 2019, nella primavera 2020 sigla nuovamente un accordo contrattuale con la franchigia di Baltimora, questa volta annuale.
Rimasto free agent, il 24 marzo 2021 si accasa agli Houston Texans, con cui sigla un accordo annuale. Relegato alla practice squad nelle prime battute di regular season, debutta con i texani il 23 settembre 2021, nella gara di week 3 contro i Carolina Panthers. Mette a referto il suo primo touchdown con la nuova squadra il 10 ottobre seguente, contro i New England Patriots. Due giorni più tardi è promosso in pianta stabile alla rosa attiva. Il 24 marzo 2022 rinnova il proprio accordo con i Texans.
Il 19 marzo 2023 Moore firma con i Tennessee Titans.
Il 18 marzo 2024 Moore firma con gli Arizona Cardinals.